# All the Right Reasons
All the Right Reasons ist das fünfte Studioalbum der kanadischen Rockband Nickelback aus dem Jahr 2005. Das Album avancierte zum Nummer-eins-Erfolg und weltweiten Millionenseller.

## Veröffentlichung
Die Erstveröffentlichung von All the Right Reasons erfolgte am 26. September 2005 bei Roadrunner Records. Die Standardvariante des Albums beinhaltet elf Titel, es erschien jedoch weltweit in verschiedenen Ausführungen, mit verschieden vielen Titels. So erschien auch eine „Walmart Version“ mit 15 Titeln. Darüber hinaus erschienen auch Ausführungen mit einer Bonus-DVD, auf der Musikvideos zu sehen sind.

## Titelliste
1. Follow You Home – 4:20
2. Fight for all the Wrong Reasons – 3:43
3. Photograph – 4:19
4. Animals – 3:06
5. Savin’ Me – 3:39
6. Far Away – 3:58
7. Next Contestant – 3:35
8. Side of a Bullet – 3:00
9. If Everyone Cared – 3:38
10. Someone That You’re with – 4:01
11. Rockstar – 4:14

## Singleauskopplungen
| Jahr | Titel             | Höchstplatzierung, Gesamtwochen, AuszeichnungChartplatzierungen (Jahr, Titel, , Platzierungen, Wochen, Auszeichnungen, Anmerkungen) | Höchstplatzierung, Gesamtwochen, AuszeichnungChartplatzierungen (Jahr, Titel, , Platzierungen, Wochen, Auszeichnungen, Anmerkungen) | Höchstplatzierung, Gesamtwochen, AuszeichnungChartplatzierungen (Jahr, Titel, , Platzierungen, Wochen, Auszeichnungen, Anmerkungen) | Höchstplatzierung, Gesamtwochen, AuszeichnungChartplatzierungen (Jahr, Titel, , Platzierungen, Wochen, Auszeichnungen, Anmerkungen) | Höchstplatzierung, Gesamtwochen, AuszeichnungChartplatzierungen (Jahr, Titel, , Platzierungen, Wochen, Auszeichnungen, Anmerkungen) | Höchstplatzierung, Gesamtwochen, AuszeichnungChartplatzierungen (Jahr, Titel, , Platzierungen, Wochen, Auszeichnungen, Anmerkungen) | Anmerkungen                                                    |
| Jahr | Titel             | DE | AT | CH | UK | US | CA | Anmerkungen                                                    |
| ---- | ----------------- | --- | --- | --- | --- | --- | --- | -------------------------------------------------------------- |
| 2005 | Photograph        | DE18 (11 Wo.)DE | AT10 (21 Wo.)AT | CH27 (13 Wo.)CH | UK18 Gold · (23 Wo.)UK | US2 ×2Doppelplatin · (33 Wo.)US | CA— PlatinCA | Erstveröffentlichung: 12. September 2005 Verkäufe: + 2.455.000 |
| 2005 | Animals           | — | — | — | UK— SilberUK | US97 (3 Wo.)US | — | Erstveröffentlichung: 8. November 2005 Verkäufe: + 200.000     |
| 2006 | Far Away          | DE25 (10 Wo.)DE | AT22 (11 Wo.)AT | CH41 (20 Wo.)CH | UK40 Gold · (9 Wo.)UK | US8 (30 Wo.)US | — | Erstveröffentlichung: 20. Januar 2006 Verkäufe: + 480.000      |
| 2006 | Savin’ Me         | DE72 (9 Wo.)DE | AT43 (16 Wo.)AT | CH82 (2 Wo.)CH | UK77 Silber · (1 Wo.)UK | US19 (27 Wo.)US | CA2 (8 Wo.)CA | Erstveröffentlichung: 25. April 2006 Verkäufe: + 200.000       |
| 2006 | If Everyone Cared | DE21 (14 Wo.)DE | AT12 (23 Wo.)AT | CH19 (29 Wo.)CH | — | US17 (22 Wo.)US | CA5 (14 Wo.)CA | Erstveröffentlichung: 8. Dezember 2006                         |
| 2007 | Rockstar          | DE23 Platin · (27 Wo.)DE | AT5 (30 Wo.)AT | CH14 (41 Wo.)CH | UK2 ×3Dreifachplatin · (58 Wo.)UK                                                                                                   | US6 (49 Wo.)US | CA20 (60 Wo.)CA | Erstveröffentlichung: 13. Juli 2007 Verkäufe: + 2.107.500      |

## Rezeption

### Preise
- 2006: MuchMusic Video Awards: MuchLoud Best Video – Rockstar[3]
- 2007: MuchMusic Video Awards: MuchMore Music Award – Far Away
- 2007: American Music Award: Favourite Pop/Rock Album[4]
- 2007: Billboard Music Award: Rock Album of the Year[5]
- 2007: Juno Award: Rock Album of the Year

### Rezensionen
Philipp Gässlein von laut.de schrieb, dass die „tränenspritzende Nostalgiepackung eine glatte zehn auf der Schnarch-Skala“ erhalte, während Albert Ranner von cdstarts.de meinte, dass das Album etwas für Fans der ersten Stunde sowie „Schmalzfetischisten, die auf triefenden Pathos und Schmachtfetzen stehen“ sei. Oliver Ding von plattentests.de sah in All the Right Reasons nur „flachbirnige Texte und durchgelutschte Songschemata“.

## Kommerzieller Erfolg

### Chartplatzierungen
All the Right Reasons avancierte zum Nummer-eins-Album in Neuseeland und den Vereinigten Staaten. In den US-amerikanischen Billboard 200 hielt sich das Album über 150 Wochen in den Top 30 sowie 205 Wochen in den Charts.
| ChartsChartplatzierungen       | Höchstplatzierung | Wochen |
| ------------------------------ | ----------------- | ------ |
| Deutschland (GfK)              | 4 (73 Wo.)        | 73     |
| Österreich (Ö3)                | 7 (30 Wo.)        | 30     |
| Schweiz (IFPI)                 | 4 (87 Wo.)        | 87     |
| Vereinigte Staaten (Billboard) | 1 (205 Wo.)       | 205    |
| Vereinigtes Königreich (OCC)   | 2 (61 Wo.)        | 61     |

| ChartsJahrescharts (2005)      | Platzierung |
| ------------------------------ | ----------- |
| Deutschland (GfK)              | 84          |
| Schweiz (IFPI)                 | 48          |
| Vereinigte Staaten (Billboard) | 63          |

| ChartsJahrescharts (2006)      | Platzierung |
| ------------------------------ | ----------- |
| Deutschland (GfK)              | 81          |
| Schweiz (IFPI)                 | 79          |
| Vereinigte Staaten (Billboard) | 3           |

| ChartsJahrescharts (2007)      | Platzierung |
| ------------------------------ | ----------- |
| Vereinigte Staaten (Billboard) | 6           |

| ChartsJahrescharts (2008)      | Platzierung |
| ------------------------------ | ----------- |
| Vereinigte Staaten (Billboard) | 48          |

### Auszeichnungen für Musikverkäufe
All the Right Reasons bekam weltweit vier Goldene, 18 Platin sowie eine Diamantene Schallplatte für über 12,2 Millionen verkaufte Einheiten. Quellen zufolge soll es sich über 18 Millionen Mal verkauft haben. Es verkaufte sich alleine in den Vereinigten Staaten über zehn Millionen Mal, wofür es im März 2017 eine Diamantene Schallplatte von der RIAA verliehen bekam. In der Heimat Kanada erhielt das Album im April 2010 Siebenfach-Platin für 700 Tausend verkaufte Einheiten.
| Land/Region                  | Auszeichnungen für Musikverkäufe (Land/Region, Auszeichnung, Verkäufe) | Verkäufe   |
| ---------------------------- | ---------------------------------------------------------------------- | ---------- |
| Australien (ARIA)            | 4× Platin                                                              | 280.000    |
| Deutschland (BVMI)           | 3× Gold                                                                | 300.000    |
| Kanada (MC)                  | 7× Platin                                                              | 700.000    |
| Neuseeland (RMNZ)            | 4× Platin                                                              | 60.000     |
| Niederlande (NVPI)           | Gold                                                                   | 30.000     |
| Österreich (IFPI)            | Gold                                                                   | 15.000     |
| Schweiz (IFPI)               | Gold                                                                   | 20.000     |
| Vereinigte Staaten (RIAA)    | Diamant                                                                | 10.000.000 |
| Vereinigtes Königreich (BPI) | 3× Platin                                                              | 900.000    |
| Insgesamt                    | 4× Gold · 19× Platin · 1× Diamant ·                                    | 12.305.000 |

Hauptartikel: Nickelback/Auszeichnungen für Musikverkäufe